# Arco Parry

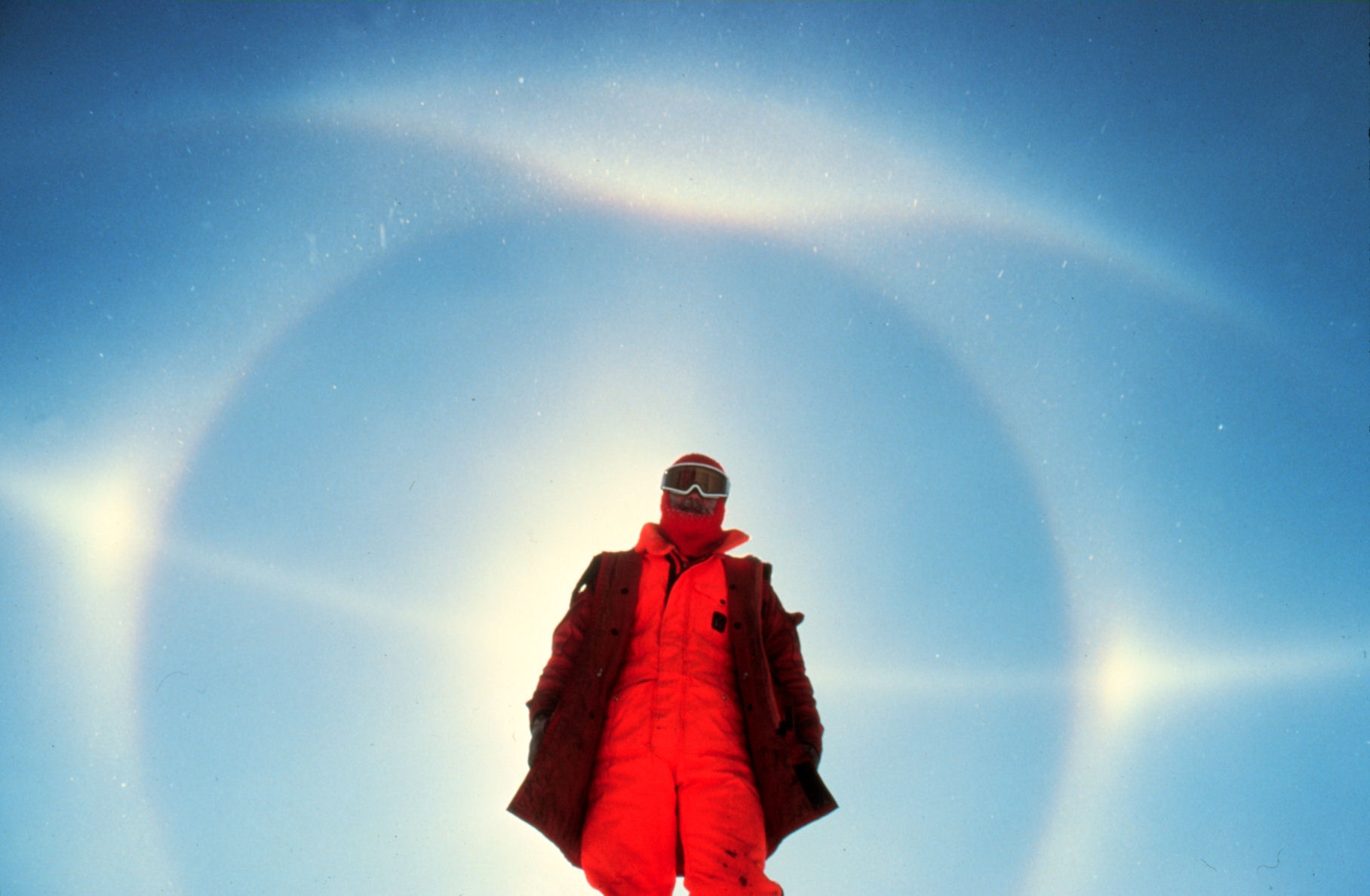
Una foto de halo documentada por Cindy McFee, NOAA, diciembre de 1980 en la Estación del Polo Sur. En la foto se pueden observar varios fenómenos de halo distintos: dos parhelio (puntos brillantes), un círculo parélico (línea horizontal), un halo de 22° (círculo) y un arco tangente superior y un arco de halo tangente (Arco Parry en la parte superior).

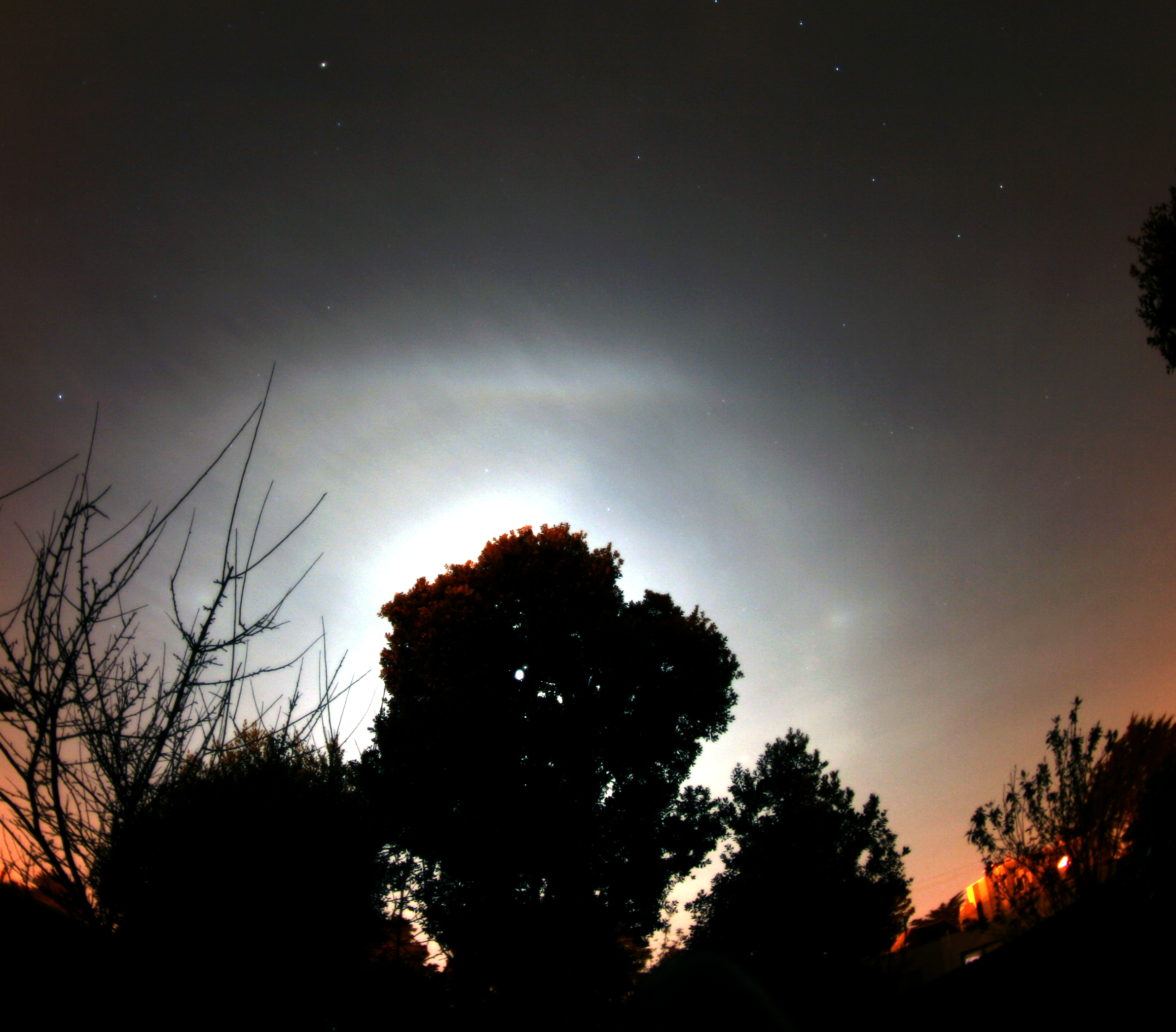
Halo complejo de la luna. Visibles son: halo, arco Parry, arco de halo tangente, y parhelio.

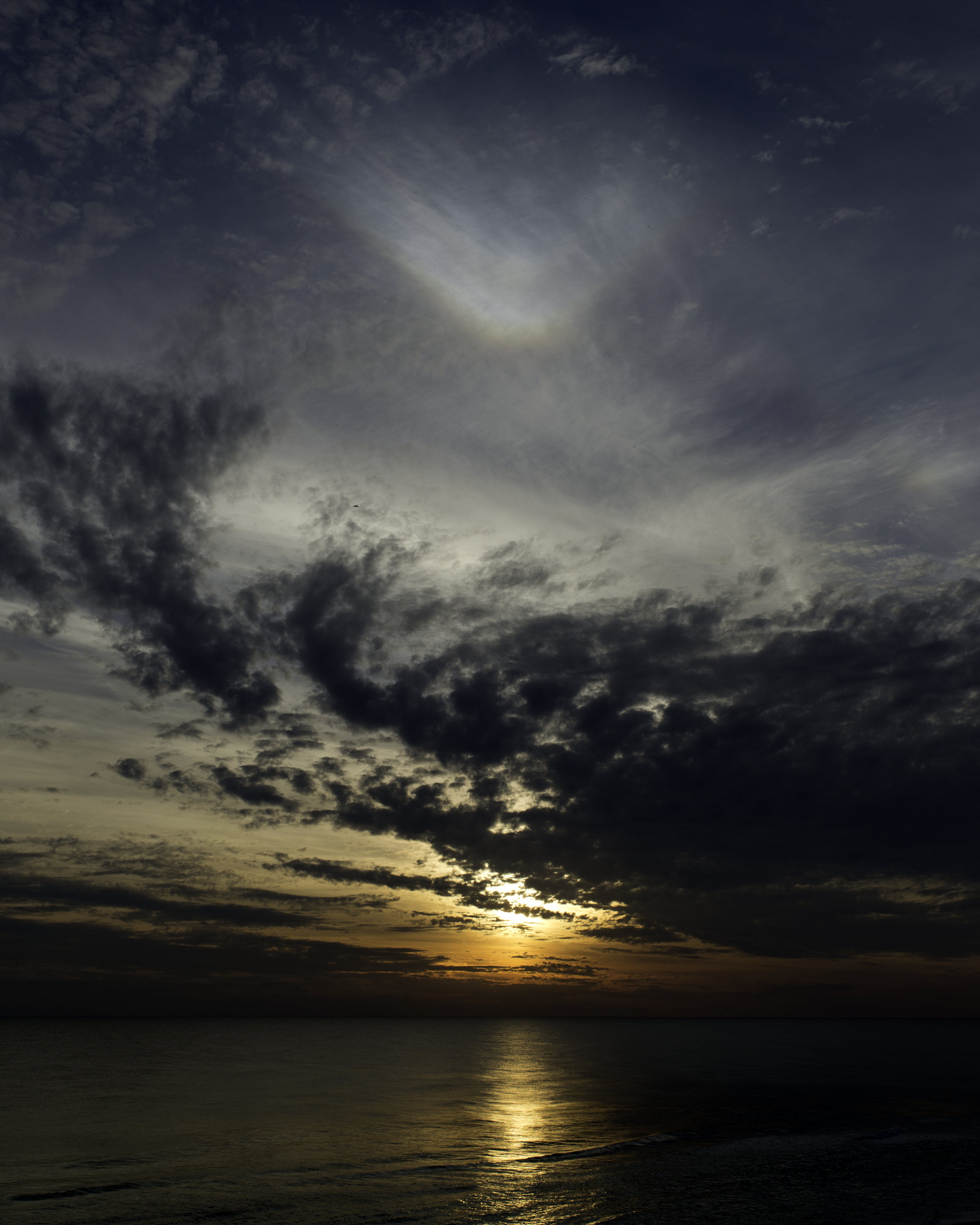
Arco de halo tangente y arco Sunvex Parry visto sobre Santa Rosa Beach, Florida, el 24 de noviembre de 2015.

Un arco Parry es un halo raro, un fenómeno óptico que ocasionalmente aparece sobre un halo de 22 ° junto con un arco de halo tangente.

## Descubrimiento
El halo fue descrito por primera vez por Sir William Edward Parry (1790-1855) en 1820 durante una de sus expediciones al Ártico en busca del Paso del Noroeste. El 8 de abril, en condiciones difíciles, mientras sus dos barcos estaban atrapados por el hielo, lo que lo obligó a pasar el invierno en la Isla Melville, en el norte del Archipiélago Ártico Canadiense, hizo un dibujo del fenómeno. El dibujo representa con precisión el círculo parhelico, un halo de 22°, un par de parhelio, un arco de halo tangente, un halo de 46° y un arco circuncenital. Sin embargo, entendió que el arco de halo tangente estaba ligeramente equivocado. Por otro lado, agregó dos arcos que se extienden lateralmente desde las bases del halo de 46°, interpretados durante mucho tiempo como arcos infralaterales dibujados incorrectamente, pero probablemente fueron arcos subhelicos dibujados correctamente (ambos producidos por la misma orientación de cristal pero con luz que pasa a través de diferentes caras de los cristales).

## Formación
Los arcos Parry se generan mediante cristales de columna hexagonales de doble orientación, es decir, la denominada orientación Parry, donde tanto el eje principal central del prisma como las caras laterales del prisma superior e inferior están orientadas horizontalmente. Esta orientación es responsable de varios halos raros. Los arcos de parada son el resultado de la luz que pasa a través de dos caras laterales formando un ángulo de 60°. La forma de los arcos de Parry cambia con la elevación del Sol y, posteriormente, se denominan arcos superiores o inferiores para indicar que se encuentran por encima o debajo del Sol, y sunvex o suncave según su orientación.
El mecanismo por el cual los cristales de columna adoptan esta orientación especial de Parry ha sido objeto de mucha especulación: recientes experimentos de laboratorio han demostrado que es la presencia de cristales con una sección transversal hexagonal escalena lo que probablemente sea la causa.
Los arcos Parry pueden confundirse con arcos tangentes superiores, arcos de Lowitz y cualquiera de los halos de radio extraño producidos por cristales piramidales.